# Albardón (departamento)

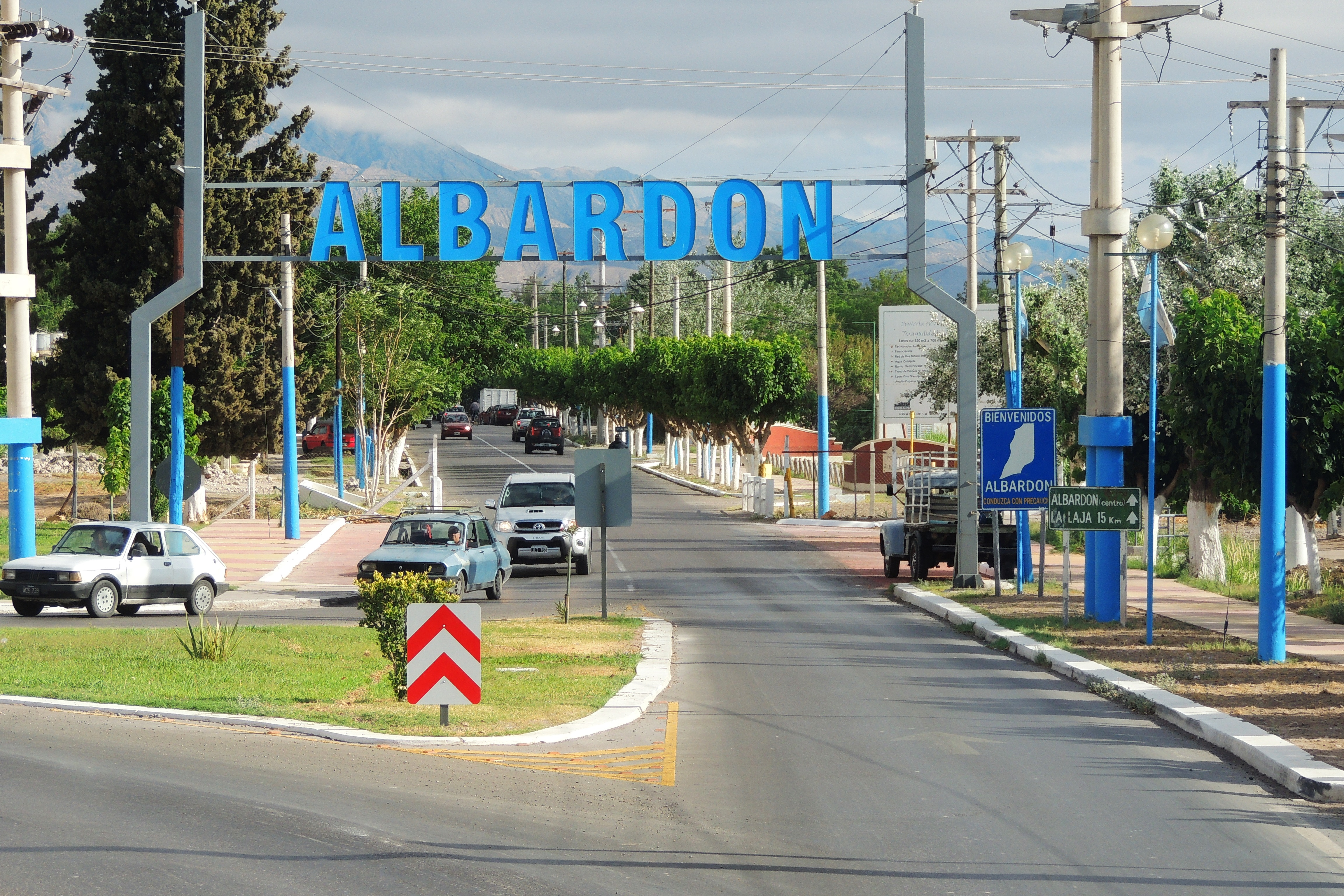
Entrada da cidade de Albardón

Albardón é um departamento da Argentina, localizado na 
província de San Juan.